# Mješovite borilačke vještine
Mješovite borilačke vještine (engl.: mixed martial arts; MMA), poznatiji i kao ultimate-fight, slobodna borba, Vale Tudo (portugalska riječ, znači sve vrijedi) i free-fight je borilački sport u kojem se za pobjedu nad protivnikom koristi kombinacija velike većine borilačkih disciplina.

## Povijest
Umirovljeni MMA borac Jorge Masvidal osnovao je 2023. Gamebred Bareknuckle MMA, prva profesionalna organizacija za goloruki MMA u SAD-u.

### U Hrvatskoj
Hrvatski MMA savez (HMMAS) osnovan je 03. studenog 2006. pod nazivom Hrvatski savez slobodne borbe (HSSB). Naziv je promijenio u Hrvatski MMA savez 2014. godine. 5. siječnja 2013. godine u Đakovu na skupštini Hrvatskog Grappling Saveza (HGS) donesena je odluka o spajanju HGS-a sa Hrvatskim Savezom Slobodne Borbe. Hrvatski MMA & Grappling Savez je djelovao kroz 2 odbora: MMA odbor i Grappling odbor. Prvo natjecanje Savez je organizirao 17. prosinca 2006. godine u Zagrebu. Savez svake godine od 2007. redovito održava amaterska nacionalna prvenstva (izuzev 2014.) kao i međunarodne „Challenge“ turnire. Na 9. državnom prvenstvu održanom u ožujku 2016. po prvi puta u svijetu na nekom amaterskom MMA natjecanju vršila se antidopinška kontrola.
Hrvatska MMA unija osnovana je 12. prosinca 2020.
Djelovala je Hrvatska MMA liga (prve sezone zvala se Only Men Stuff liga). HMMAS je organizirao seriju turnira Croatia MMA Challenge.
Postojalo je nekoliko hrvatskih profesionalnih organizacija:
| Organizacija / Promotorska kuća | Organizacija / Promotorska kuća | Broj priredbi | 1. priredba                        | Zadnja priredba (organizacija ugašena) | Bilješke                            |
| Naziv                           | Kratica                         | Broj priredbi | 1. priredba                        | Zadnja priredba (organizacija ugašena) | Bilješke                            |
| ------------------------------- | ------------------------------- | ------------- | ---------------------------------- | -------------------------------------- | ----------------------------------- |
| Fight Nation Championship       | FNC                             | 20+           | listopad 2019.                     |                                        | FNC organizira i amaterske turnire; |
| Fight Night Champion League     | FNCL                            | 4             | ožujak 2015.                       |                                        | [ 17 ]                              |
| Final Fight Championship        | FFC                             | 45+           | travanj 2013. (MMA) listopad 2003. |                                        | [ 18 ] [ 19 ] [ 20 ] [ 21 ] [ 22 ]  |
| Golden Fight                    |                                 | 10+           | rujan 2022.                        |                                        | [ 23 ] [ 24 ]                       |
| Milenium Fighting Challenge     | MFC                             | 4             | studeni 2009.                      |                                        | [ 25 ] [ 26 ] [ 27 ]                |
| Munja Fighting Championship     | MFC, Munja FC                   |               | siječanj 2017.                     |                                        | [ 28 ] [ 29 ] [ 30 ]                |

MFC - Fight House, koji je producirala promotorska kuća Milenium Fighting Challenge iz Splita, je prvi borilački reality show u Hrvatskoj.

## Organizacije mješovitih borilačkih vještina
Tri najveće organizacije su:
- PRIDE Fighting Championships
- Ultimate Fighting Championship
- MFC M1

No, postoje i druge, manje organizacije:
- Ares FC
- Bellator MMA
- Bodog Fight
- BRAVE Combat Federation
- Bushido
- Cage Rage Championships
- Cage Warriors
- DEEP
- DREAM
- Elite Xtreme Combat
- Extreme Challenge
- ICON
- International Fight League
- King of the Cage
- KSW (Konfrontacja Sztuk Walki)
- NAAFS (North American Allied Fight Series)
- ONE Championship
- Pancrase
- Professional Fighters League
- Rizin
- Shooto
- Sportfight
- World Extreme Cagefighting
- World Extreme Fighting
- Xtreme Kage Kombat

## Borba
Razlikuju se tri faze u kojima se borba može odvijati:
- borba na nogama
- klinč
- borba u parteru

Svaka borba i runda počinju na nogama, te se u takvoj borbi najčešće koriste tehnike boksa, kickboksa te tajlandskog boksa. 
Ako se borba na nogama pretvori u borbu u klinču najčešće se koriste tehnike iz boksa i tajlandskog boksa za zadavanje udaraca.
Želi li borac prijeći u borbu u parteru najčešće koristi tehnike hrvanja, samba i juda. Iste tehnike borci koriste i u klinču, kada postoji neudaračka mogućnost dovršenja borbe, odnosno završetak borbe zahvatom.
Kada borba prijeđe u parter, najviše se koriste tehnike brazilskog jiu jitsua, te hrvanja, samba i juda. 
Mogući završetci borbe su prekidom ili bodovno.
Prekid borbe uzrokuju: nokaut, tehnički nokaut, odnosno protivnikova predaja nakon što je na njemu izvršena primjena poluge, gušenja, ili nekog od drugih hrvačkih ili džudaških zahvata koji prisiljavaju protivnika na odustajanje odnosno predaju. 
Prekid može proglasiti i sudac, ocijeni li da hrvački ili judaški zahvat 
(poluga, gušenje) predugo traje, odnosno prijeti ozbiljna ugroza zdravlja i života protivniku. 
Također, protivnik može predati borbu neglede zahvaćenosti u polugu ili gušenje - može procijeniti da je iscrpljen, da se ne osjeća dobro i ne može nastaviti borbu, jer procjenjuje da bi nastavkom borbe ozbiljno doveo u opasnost svoje zdravlje i/ili život.
Postoji i mogućnost da protivnikov kut preda borbu, procijeni li da se borac precjenjuje u mogućnost izdržavanja borbe, a da mu pritom prijeti ozbiljno ozljeđivanje (jer situacija još nije takva da sudac mora proglasiti prekid). 
Bodovni završetak je odlukom sudaca (jednoglasna ili podijeljena) ako borba ne završi prije kraja. Tada, se gleda, pored uspješno zadanih udaraca i izvršenih bacanja, i upućene udarce (neglede uspješnosti), odnosno pokušaje bacanja, gušenja i poluga, odnosno aktivnost u borbi.
Borba može završiti u statusu "nije održana" (no contest). Najčešći je to slučaj kada dođe do nenamjernog ozljeđivanja protivnika. Čest je to slučaj kada protivnik primi nehotični udarac u genitalije, a ta vrsta okončanja borbe se događa i kod pojedinih ozljeda glave (Cikatić u jednoj od svojih prvih borba u ovom športu), arkade (Emilianenko protiv Minotaura na Grand Prixu) i slično.

## Pravila
Pravila mješovitih borilačkih vještina se razlikuju od organizacije do organizacije i to je najveća prepreka da taj sport postane međunarodno priznat. 

### PRIDE FC pravila
PRIDE-ova pravila ne dopuštaju udarce laktovima u glavu, udarce u zatiljak i udarce u "osjetljivu zonu".
Prva runda traje 10 minuta, a ostale 5 minuta s pauzama od po 2 minute.

### UFC pravila
UFC-ova pravila se razlikuju od PRIDE-ovih po tome što su udarci laktovima dopušteni, ali udarci nogom u glavu dok je protivnik na podu nisu dopušteni. Runde traju po 5 minuta s pauzama od 1 minute između rundi.

## Vanjske poveznice
- CROring Portal Dnevno najnovije informacije iz svijeta Ultimate fighta
- fightsite.hr
- UFC
- PRIDE FC  Arhivirana inačica izvorne stranice od 11. lipnja 2007. (Wayback Machine)
- Sherdog, MMA baza podataka - MMA statistika, ranking boraca, organizacije, vijesti...
- Tapology, MMA baza podataka